# 小川もこ
小川 もこ（おがわ もこ、本名:小川 茂子/おがわ しげこ、 2月12日 - ）は、ラジオパーソナリティ。

## 人物
- 身長:168cm
- 血液型:A型
- 北海道札幌市生まれ（小学6年より大学卒業まで宮城県仙台市在住）
- 宮城県第二女子高等学校（現：宮城県仙台二華高等学校）、東北学院大学文学部史学科卒業(現：歴史学科、都市地理学専攻)。学位は文学士（東北学院大学）。
- 資格:中学・高等学校社会科教員免許、花火鑑賞士（当時の秋田県大曲市（現：大仙市）発行）。
- 称号:日本吟醸酒協会吟の騎士。
- 鹿児島県薩摩大使、福島県田村市夢大使、青森県黒石市観光大使でもある。
- 大妻女子大学家政学部ライフデザイン学科非常勤講師、T・C・C トーキング・コミュニケーション・カレッジ講師、東京アナウンス学院講師。
- 東北学院大学在学中に、NHK仙台FMの「FMリクエストアワー」のアシスタントを務め、その後、NHK仙台放送局で契約キャスターとして活躍した後、上京してフリーのラジオパーソナリティとしての活動し、現在に至る。
- 所属事務所は、1998年3月までフリーアナウンサー・クラブ。1998年4月よりサンディに在籍。
- 1997年に、「ギャラクシー賞・DJ・パーソナリティ賞」を受賞している。
- 趣味:ジャズ音楽鑑賞(特にジャズのライブ公演を観るのが好きだという)、日本酒、読書、旅、ドライブ、スキー。
- 2005年より、さとう宗幸・稲垣潤一・中村雅俊・かの香織・山寺宏一・遊佐未森ら、同じ宮城県出身のアーティストと共に、「みやぎびっきの会」を結成し、年1回ほど宮城県で合同のコンサートを行っている。
- ジャズ好きであり、歌手の西城秀樹のファンでもあった[1]。
- 2019年3月13日、レギュラー番組エフエム富士「GOOD DAY」水曜日番組生放送中に倒れる。後に、病気療養中としてすべての番組を降板した。

## 来歴
- 東北学院大学時代は、放送会に所属していた。この頃、さとう宗幸（東北学院大学OB）がメインパーソナリティをしていた「FMリクエストアワー」（NHK仙台放送局）のアシスタントに起用され、これが、彼女のデビューとなる[2]。
- フリーになってからは、JFN配給の昼ワイド番組「ヒルサイドアヴェニュー」のパーソナリティとして1990年から2002年の13年間の長期に渡り担当し、自ら造詣の深い旅や地域情報の話題にも積極的に取り組んだ。そのことが評価され、1997年「ギャラクシー賞・DJ・パーソナリティ賞」を受賞した。
- 2003年に日本で初の花火鑑賞士の資格を得たほか、中学・高校の教職員免許も持っており、自らの経験などを踏まえて日本文化や言葉についての講演を行っている。また、エッセイストとしても活動しており、2000年にはTOKYO FM出版から「ハートに“じゅっ”」を上梓。また、南日本新聞にもコラムを掲載した。
- 日本で数多くあるDJ、パーソナリティーの中では、最もリスナーと等身大で接することでファンも多く、各地に彼女のファンクラブも存在する。
- 大のジャズ音楽好きマニアで、女性のアナウンサー、パーソナリティーの中ではそれに於いては一番だと言われている。また、同ジャンルのCDの数も多数所有し、特に、1998年からシリーズで約350枚紙ジャケットで発売された、ブルーノートの「RVGエディション[3]（最初の紙ジャケットによるシリーズの方）」は全数所有しているという[4]。また、ジャズ関係の番組のお仕事をしていることもあり、ジャズ・ミュージシャンの友人、知り合いも非常に多いという。
- 2019年3月に長期の病気療養と、担当していた番組のパーソナリティ交代・終了が発表された[5][6][7]。

## 担当番組
- FMリクエストアワー（NHK仙台）
- FM歌謡アベニュー（JFN系 1990年10月 - 1992年3月）
- ヒルサイド・アヴェニュー（JFN系 1992年4月 - 2002年9月）
- キスしよう恋しよう（FMとやま）
- サンデー・ミュージック・ウェイブ（TBSラジオ 1999年4月 - 9月）
- セッション[8]（NHK-FM 1999年4月 - 2010年3月 、NHK-BShi 2000年 - 2002年）
- For You 未来倶楽部（FMとやま 2000年4月 - 2009年12月）
- 鹿児島きらめき味の旅（FM鹿児島・TOKYO FM）
- 隠れ家ごはん!〜メニューのない料理店〜（テレビ朝日） - 知って得する健康ゼミナールインタビュアー
- MO' Cool Jazz（FM徳島・FM-NIIGATA・FMとやま 2001年4月[9] - 2019年3月）
- YAJIKITA on the road（JFN系 2002年10月 - 2005年3月、2005年4月以降は不定期出演）
- DAY BREAK FRIDAY  CHAGEのDAYBREAK TIME（JFN系31局ネット 2007年4月 - 2010年3月）
- 小川もこの 8時の出会いは 蜜の味（Date fm 2008年4月 - 2011年6月）
- Keep The Sunshine (FMヨコハマ 2010年2月 - 7月)
- 扉-TO VILLA-（JFN系35局ネット 2010年4月 - 2011年3月）
- アルティザン・ジャポネ（東海ラジオ・ニッポン放送・ラジオ大阪他[10]2010年5月 - 2013年1月）
- 小川もこ デリシャス・タイム（MUSIC BIRD for Community FM 2013年10月 - 2019年3月）
- GOOD DAY（FM FUJI 2014年4月 - 2019年3月）
- MOKO’S BAR（FM FUJI 2016年1月 - 2018年12月）
- SUNSET THEATER（FM FUJI 2017年5月 - 2019年3月）